# Referinghausen

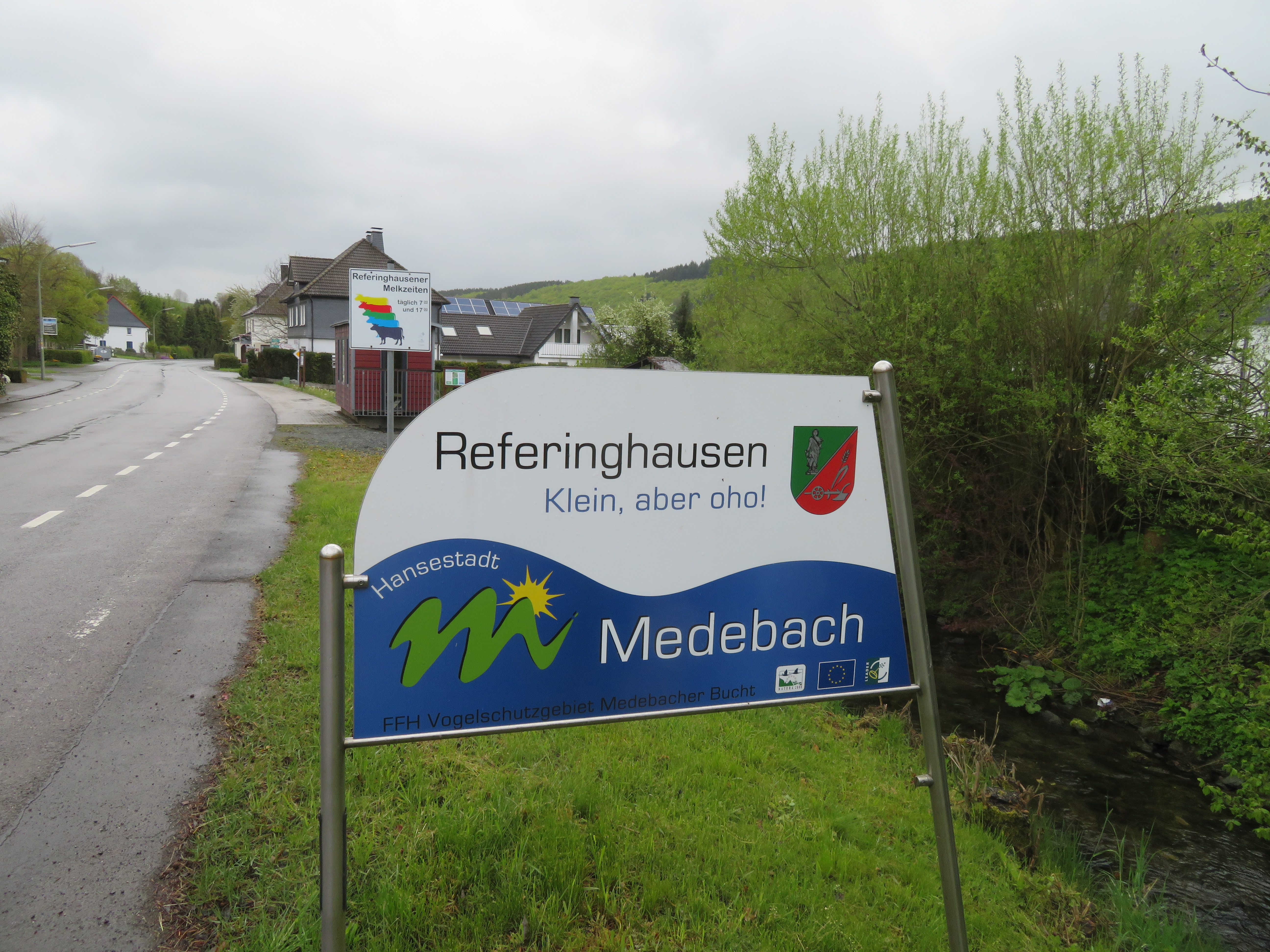
Schild im Dorf

Referinghausen ist ein Ortsteil der Stadt Medebach im Hochsauerlandkreis mit 205 Einwohnern (Stand Februar 2021).

## Lage des Ortes
Referinghausen liegt etwa 9 Kilometer nördlich der Kernstadt Medebach in einem Tal an einer Straßenkreuzung zwischen der Landesstraße 872 und der Gemeindestraße 35 in einer Höhe von etwa 500 Metern über NN. 

## Geschichte
Erstmals urkundlich erwähnt wurde der Ort im 13. Jahrhundert: von Urkunden aus dem Jahr 1235 sind nur Abschriften aus dem 14. Jahrhundert erhalten, eine weitere Urkunde über einen Zehnt, der im Lehensbesitz des Thitmar von Waldeck genannt Opholt war, stammt aus dem Jahr 1269. 1418 ist Lehensbesitz der Herren von Büren nachweisbar. Eine Mühle war 1668 im Besitz der Grafen von Waldeck. 
1548 wurde „Referckhusen“ als Ort bezeichnet, der in der Freigrafschaft Düdinghausen lag und zum Amt Medebach gehörte. 1565 wurden 11 Steuerpflichtige gezählt.
Der Ort gehört zur Pfarrei Deifeld. 1526 ist eine Kapelle bezeugt. Patron war der Heilige Nikolaus. 1645 weihte Weihbischof Frick ihm zu Ehren einen Altar. 1789 brannte ein Großteil des Dorfes ab, darunter auch die Kapelle. Sie wurde 1797/98 wieder neu errichtet. 
1802 fiel der Ort mit dem Herzogtum Westfalen an die Landgrafschaft Hessen-Darmstadt. Ab 1816 gehörte Referinghausen zu Preußen. Zuerst gehörte es zum Kreis Medebach, dann als Teil des Amtes Medebach zum Kreis Brilon. 
1864 hatte der Ort 292 Einwohner. Bis 1939 sank ihre Zahl bis auf 233. Nach dem Zweiten Weltkrieg stieg ihre Zahl kurzzeitig (1950) auf 396 an.
Am 20. März 1945 wurde das Wohnhaus Figgen durch eine Bombe schwer beschädigt. Gegen Ende des Zweiten Weltkrieges erreichten die ersten amerikanischen Soldaten mit ihren Panzern am 29. März 1945 den Ort und durchfuhren ihn ohne zu halten. Am 2. April rückten amerikanische Truppen ein. Deutsche Artillerie beschoss das Dorf, während US-Truppen zurückschossen. Von Kampfhandlungen blieb der Ort verschont. Während dieses Krieges starben zwölf Einwohner als Soldaten der Wehrmacht.
Bis 1969 gehörte der Ort zum Amt Medebach und hatte bei einer Fläche von 4,77 km² 311 Einwohner (1961). Davon waren 291 katholisch und 18 evangelisch. Von den Erwerbspersonen waren 73 (43,5 %) in der Land- und Forstwirtschaft, 66 (39,3 %) im produzierenden Gewerbe und der Rest in sonstigen Berufssparten beschäftigt.
Am 1. Juli 1969 wurde die Gemeinde Referinghausen im Rahmen der kommunalen Neugliederung in die Stadt Medebach eingegliedert.